# Таймасханов, Хасан Элимсултанович
Хаса́н Элимсулта́нович Таймасха́нов (род. 14 декабря 1954, Караганда, Казахская ССР) — российский учёный, доктор экономических наук, профессор, ректор Грозненского государственного нефтяного технического университета имени академика М. Д. Миллионщикова (2008—2018).

## Биография
В 1980 году с отличием окончил Горский сельскохозяйственный институт по специальности «Бухгалтерский учёт в сельском хозяйстве», преподавал в Горском сельскохозяйственный институте.
Защитил кандидатскую диссертацию по теме «Повышение эффективности регионального АПК (на материалах Чеченской Республики)».
В 1992—2000 годах — преподаватель Чеченского государственного университета. С 1995 по 1998 год работал начальником информационно-аналитического центра министерства сельского хозяйства Чеченской Республики, совмещая работу в министерстве сельского хозяйства с преподавательской деятельностью в университете.
В 2000—2008 годах работал в правительстве Чеченской Республики заместителем министра по экономике и финансам, заместителем Председателя Правительства Чеченской Республики, министром сельского хозяйства.
С 2008 года — ректор Грозненского государственного нефтяного технического университета имени академика М. Д. Миллионщикова, заведующий кафедрой «Экономическая теория», доктор экономических наук (2012), профессор (2013). В сентябре 2018 года на посту ректора его сменил Магомед Минцаев.

## Критика
В тексте докторской диссертации Таймасханова «Государственная поддержка как механизм обеспечения устойчивого развития АПК депрессивного региона (теория, методология, практика)», защищённой 29 ноября 2011 года во ВНИИ экономики сельского хозяйства, были обнаружены множественные заимствования из чужих текстов, в частности из Википедии. Статистические данные за 2003 год выдавались за сведения 2007 года, а данные 2004 года — за данные 2010. Во фрагментах, заимствованных из других диссертаций, Калмыкия была заменена на Чечню. Но диссертационный совет, заседавший в Орловском государственном аграрном университете, в апреле 2018 года единогласно проголосовал за то, что «доводы авторов коллективного заявления о наличии некорректного заимствования в диссертации Таймасханова Х. Э. на соискание учёной степени доктора экономических наук не нашли своего подтверждения».

## Признание и награды
- Почётная грамота Президента Российской Федерации (1 февраля 2021 года)[6].

## Научные труды
Хасаном Элимсултановичем опубликовано 27 научных работ по проблемам и перспективам развития агропромышленного комплекса Чеченской Республики.

### Монографии[7]
- Таймасханов Х. Э. Состояние и перспективы развития АПК Чеченской Республики (научно-практическое пособие). — М.: ГУП «Агропрогресс», 2001.
- Таймасханов Х. Э. АПК Чеченской Республики: переход на новые методы управления. — М.: Центр Восход-А, 2007.
- Таймасханов Х. Э. Инновационная деятельность в аграрном секторе экономики России. — М.: КолосС, 2007.
- Таймасханов Х. Э. Инновационное развитие АПК субъектов Российской Федерации: опыт и проблемы. — М.: Столичная издательская компания, 2008.
- Таймасханов Х. Э. Региональные аспекты перехода Чеченской Республики к устойчивому развитию. — Ставрополь: Сервисшкола, 2009.
- Таймасханов Х. Э. Государственная поддержка хозяйствующих субъектов аграрного сектора экономики: теоретический аспект. — М.: ФГУ РЦСК, 2010.
- Таймасханов Х. Э. Программно-целевая стратегия инновационного развития АПК. — Майкоп: Адыгейский государственный университет, 2011.
- Таймасханов Х. Э. Государственного поддержка устойчивого развития агропромышленного комплекса депрессивного региона. — М.: ООО «Угрешская типография», 2011.
- Таймасханов Х. Э. Методологические подходы развития инновационно-инвестиционной деятельности в АПК. — М.: Научный консультант, 2016.